# Walker (California)
Walker es un lugar designado por el censo ubicado en el condado de Mono en el estado estadounidense de California. En el año 2010 tenía una población de 721 habitantes.

## Geografía
Walker se encuentra ubicado en las coordenadas 38°32′2.56″N 119°27′29.46″O / 38.5340444, -119.4581833.